# Département d'Ouad Naga

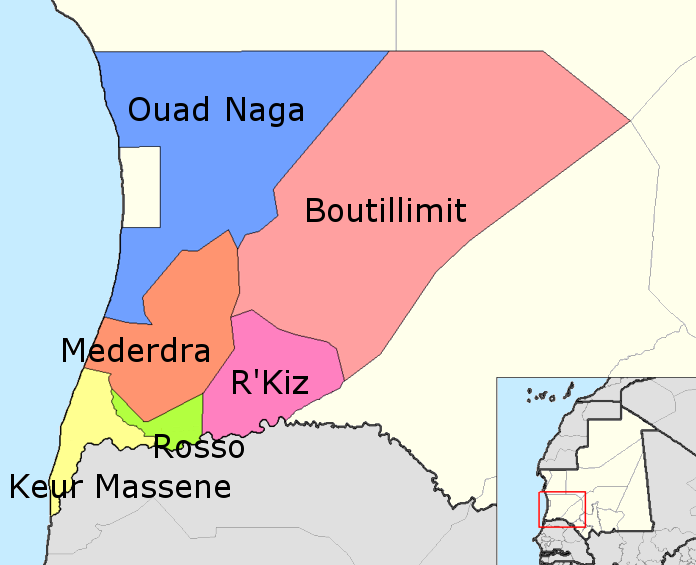
Les départements de Trarza : Ouad Naga au nord-ouest.

Le département d'Ouad Naga est l'un des six départements (appelés officiellement moughataa) de la région de Trarza en Mauritanie.

## Liste des communes du département
Le département d'Ouad Naga est constitué de trois communes :
- Aouleigatt
- El Ariye
- Ouad Naga

En 2000, l'ensemble de la population du département d'Ouad Naga regroupe un total de 26 254 habitants (12 884 hommes et 13 370 femmes).